# Cedry Małe
Cedry Małe (niem. Klein Zünder) – wieś w Polsce położona w województwie pomorskim, w powiecie gdańskim, w gminie Cedry Wielkie na obszarze Żuław Gdańskich przy drodze krajowej 7 (E77).
Ulicówka, z zabudową po obu stronach drogi. Przez znajdujące się w miejscowości skrzyżowanie (z sygnalizacją świetlną) drogi krajowej nr 7 i drogi wojewódzkiej nr 227 w 2013 przejechało 22.619 pojazdów na dobę. Wieś posiada połączenia autobusowe z Gdańskiem, Elblągiem oraz Krynicą Morską
W latach 1975–1998 miejscowość administracyjnie należała do województwa gdańskiego.
Siedziba klubu sportowego Korona Cedry Małe.

## Historia
Data pierwotnej lokacji nie jest znana. W latach 1310–1454 była własnością krzyżackiej komturii w Gdańsku. W latach 1454–1793 wsią władało miasto Gdańsk. Wieś należąca do Żuław Steblewskich terytorium miasta Gdańska położona była w drugiej połowie XVI wieku w województwie pomorskim. W tym czasie, w 1561 decyzją Rady Miasta nastąpiła ponowna lokacja miejscowości. Następni właściciele: 1794–1807 skarb pruski, 1808–1914 miasto Gdańsk i 1915–1919 ponownie skarb pruski. W 1905 w miejscowości powstał przystanek linii wąskotorowej Gdańsk – Świbno.
W 1920 miejscowość znalazła się w granicach Wolnego Miasta Gdańska, w powiecie Danziger Niederung. W 1939 włączono ją w granice Okręgu Rzeszy Gdańsk-Prusy Zachodnie, w ramach którego od 1940 wchodziła w skład powiatu gdańskiego (Danzig-Land). Po przyłączeniu Żuław do Polski na mocy postanowień konferencji poczdamskiej, w latach 1945-1998 miejscowość nieprzerwanie należała do województwa gdańskiego.